# Sombras del Este
Sombras del Este es un álbum conceptual doble del grupo español de folk metal Saurom (en aquel momento llamado Saurom Lamderth), lanzado el 15 de diciembre de 2002. Este álbum está basado en La Comunidad del Anillo, el primero de los tomos en que se dividió para su publicación la novela El Señor de los Anillos, escrita por J. R. R. Tolkien.

## Formación
- Narci Lara el Juglar: voz, guitarra rítmica y acústica, laúd, flauta travesera y flauta de pico;
- Antonio Ruiz Michael Donovan: batería;
- Raúl Rueda Raulito, el Gitano: guitarra solista, rítmica y acústica;
- Francisco Garrido Lord Paquito: teclado, efectos, violín, gaita juglar, whistle y percusión;
- José A. Gil José Saurom, el Negro: bajo;
- Manuel Hernández Cruz Manu el Saltimbanqui: malabarismos, escupefuego, contorsionismo y artes culinarias.

## Colaboraciones

### Los escuderos de Saurom
- Paco Butrón Rey Hobbutrón: coros e himnos de batallas;
- Coral Rivas Lobo: coros y voces angelicales;
- Germán Aragón Salas: coros y poesías bardas;
- Ana María Pérez Blanco: coros y susurros espirituales;
- Óscar Pérez de la Lastra: coros y cantos de los viejos poetas.

### El batallón de Mordor
- Víctor García (WarCry): voz y coros en «Trancos/Aragorn»;
- Elisa C. Martin (ex Dark Moor): voz y coros en «La dama de Lórien»;
- Oscar Sancho (Lujuria): voz y coros en «La posada del Póney Pisador»;
- Silver Solórzano (Muro, Silver Fist): voz y coros en «De Hobbiton a Los Gamos»;
- Ángeles Lago (Crazy Cabuxa): voz en «El bosque Viejo»;
- Darío Carrillo (Eczema): voz en «Los jinetes negros (Nazgûl)»;
- Iván Carrillo (Eczema): voz en «Los jinetes negros (Nazgûl)»;
- Alex L. Demise (Killem): voz y coros en «Los jinetes negros (Nazgûl)» y «El cumpleaños de Bilbo»;
- Manu: voz de Gollum en «Acertijos en las tinieblas»;
- José Luis Godoy Godo: primer solo de guitarra en «El concilio de Elrond»;
- Antonio García Vázquez (Fatum): solo de guitarra y arreglos en «Los pilares de los reyes»;
- Antonio Palancar: voz en «La bienvenida del Señor Mantecona»;
- Alfonso J. B. Sánchez: voz de Sauron en «I Cormalairë (el poema del Anillo)».

## Lista de canciones[1]
| Disco 1 |                                       |          |  |
| N.º     | Título                                | Duración |  |
| 1.      | «I Cormalairë (El poema del Anillo)»  | 2:29     |  |
| 2.      | «Acertijos en las tinieblas (Gollum)» | 5:35     |  |
| 3.      | «La Comarca» (Instrumental)           | 0:43     |  |
| 4.      | «El cumpleaños de Bilbo»              | 5:09     |  |
| 5.      | «De Hobbiton a Los Gamos»             | 5:16     |  |
| 6.      | «El Bosque viejo»                     | 2:21     |  |
| 7.      | «Bajando por el Tornasauce»           | 0:30     |  |
| 8.      | «Tom Bombadil»                        | 4:01     |  |
| 9.      | «La bienvenida del Señor Mantecona»   | 0:21     |  |
| 10.     | «La posada del Póney Pisador»         | 5:08     |  |
| 11.     | «Trancos/Aragorn»                     | 4:50     |  |
| 12.     | «Los jinetes negros (Nazgûl)»         | 6:12     |  |
| 42:35   |                                       |          |  |

| Disco 2 |                                                            |          |  |
| N.º     | Título                                                     | Duración |  |
| 1.      | «El concilio de Elrond»                                    | 15:36    |  |
| 2.      | «El paso de Caradhras»                                     | 2:24     |  |
| 3.      | «Las Minas de Moria»                                       | 5:54     |  |
| 4.      | «La dama de Lórien»                                        | 5:26     |  |
| 5.      | «Los Pilares de los Reyes» (Instrumental)                  | 3:14     |  |
| 6.      | «La disolución de la Compañía» (Versión de Gary Moore)     | 5:59     |  |
| 7.      | «Mordonórienna (Hacia el país de las sombras)»             | 2:22     |  |
| 8.      | «La dama de Lórien» (Versión acústica, oculta en el disco) | 5:26     |  |
| 49:03   |                                                            |          |  |